# Ville-sous-Anjou
Pour les articles homonymes, voir Anjou (homonymie).
Ville-sous-Anjou est une  commune française située dans le département de l'Isère, en région Auvergne-Rhône-Alpes.
Le territoire de cette commune, composé de nombreux hameaux de différentes dimensions, se positionne dans le nord du département, non loin de la vallée du Rhône, entre Lyon et Valence, non loin de l'agglomération viennoise. Ses habitants sont dénommés les Terrebassiens.

## Géographie

### Situation et description
Ville-sous-Anjou se trouve dans le département de l'Isère de la région Auvergne-Rhône-Alpes en France. La commune est située dans l'Isère Rhodanienne à 5 km de Chanas, plus proche péage d'autoroute, à 25 km au sud de Vienne, 60 km de Lyon, 80 km à l'ouest de Grenoble.
Le paysage de la commune présente des plaines (au nord) ainsi que des collines (à l'est). La commune est traversée par la rivière de la Sanne ainsi que son affluent la Vessia. Un des points culminants de la commune se trouve au lieu-dit la Madone d'où l'on obtient un panorama sur la vallée du Rhône et le massif du Pilat, à l'ouest, et sur les Alpes, à l'est (lorsque la visibilité le permet).

### Climat
Pour des articles plus généraux, voir Climat d'Auvergne-Rhône-Alpes et Climat de l'Isère.
En 2010, le climat de la commune est de type climat méditerranéen altéré, selon une étude du Centre national de la recherche scientifique s'appuyant sur une série de données couvrant la période 1971-2000. En 2020, Météo-France publie une typologie des climats de la France métropolitaine dans laquelle la commune est dans une zone de transition entre le climat semi-continental et le climat de montagne et est dans la région climatique  Moyenne vallée du Rhône, caractérisée par un bon ensoleillement en été (fraction d’insolation > 60 %), une forte amplitude thermique annuelle (4 à 20 °C), un air sec en toutes saisons, orageux en été, des vents forts (mistral), une pluviométrie élevée en automne (250 à 300 mm). 
Pour la période 1971-2000, la température annuelle moyenne est de 11,8 °C, avec une amplitude thermique annuelle de 17,7 °C. Le cumul annuel moyen de précipitations est de 846 mm, avec 8 jours de précipitations en janvier et 6 jours en juillet. Pour la période 1991-2020, la température moyenne annuelle observée sur la station météorologique de Météo-France la plus proche, « Sablons », sur la commune de Sablons à 9 km à vol d'oiseau, est de 13,3 °C et le cumul annuel moyen de précipitations est de 805,2 mm,. Pour l'avenir, les paramètres climatiques de la commune estimés pour 2050 selon différents scénarios d'émission de gaz à effet de serre sont consultables sur un site dédié publié par Météo-France en novembre 2022.

### Hydrographie
Le territoire de la commune est traversé par la Sanne, un affluent du Rhône d'une longueur de 26,4 km selon un axe est-ouest, ainsi que par son affluent, la Vessia, d'une longueur de 5,6 km.

### Voies de communication
Le territoire communal est situé en périphérie des grands axes de communications, notamment l'autoroute A7 (« autoroute du Soleil » Lyon-Marseille) qui passe à moins de trois kilomètres à l'ouest du bourg. Il est cependant traversé par la RD 131 qui relie Agnin à Auberives sur Varèze où il se raccorce à la route nationale 7 (RN7).

## Urbanisme

### Typologie
Au 1er janvier 2024, Ville-sous-Anjou est catégorisée commune rurale à habitat dispersé, selon la nouvelle grille communale de densité à sept niveaux définie par l'Insee en 2022.
Elle est située hors unité urbaine. Par ailleurs la commune fait partie de l'aire d'attraction de Roussillon, dont elle est une commune de la couronne,. Cette aire, qui regroupe 27 communes, est catégorisée dans les aires de 50 000 à moins de 200 000 habitants,.

### Occupation des sols
L'occupation des sols de la commune, telle qu'elle ressort de la base de données européenne d’occupation biophysique des sols Corine Land Cover (CLC), est marquée par l'importance des territoires agricoles (72,1 % en 2018), en diminution par rapport à 1990 (74,5 %). La répartition détaillée en 2018 est la suivante : 
terres arables (38,2 %), forêts (22,2 %), zones agricoles hétérogènes (19,6 %), cultures permanentes (12 %), zones urbanisées (5 %), prairies (2,3 %), milieux à végétation arbustive et/ou herbacée (0,7 %). L'évolution de l’occupation des sols de la commune et de ses infrastructures peut être observée sur les différentes représentations cartographiques du territoire : la carte de Cassini (XVIIIe siècle), la carte d'état-major (1820-1866) et les cartes ou photos aériennes de l'IGN pour la période actuelle (1950 à aujourd'hui).

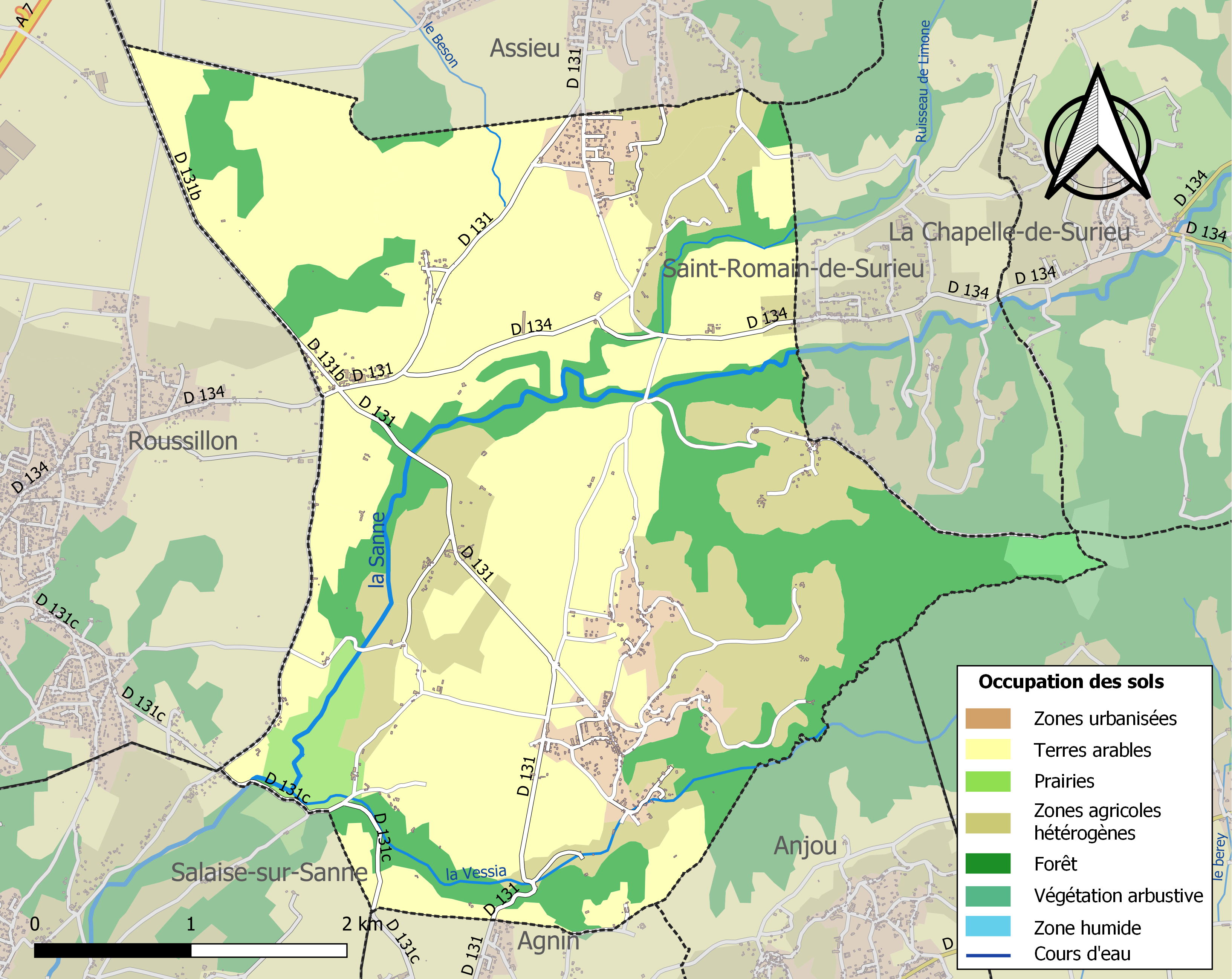
Carte des infrastructures et de l'occupation des sols de la commune en 2018 (CLC).

### Risques naturels et technologiques

#### Risques sismiques
La totalité du territoire de la commune de Ville-sous-Anjou est située en zone de sismicité n°3 (sur une échelle de 1 à 5), comme la plupart des communes de son secteur géographique.
| Type de zone | Niveau            | Définitions (bâtiment à risque normal) |
| ------------ | ----------------- | -------------------------------------- |
| Zone 3       | Sismicité modérée | accélération = 1,1 m/s2                |

## Histoire

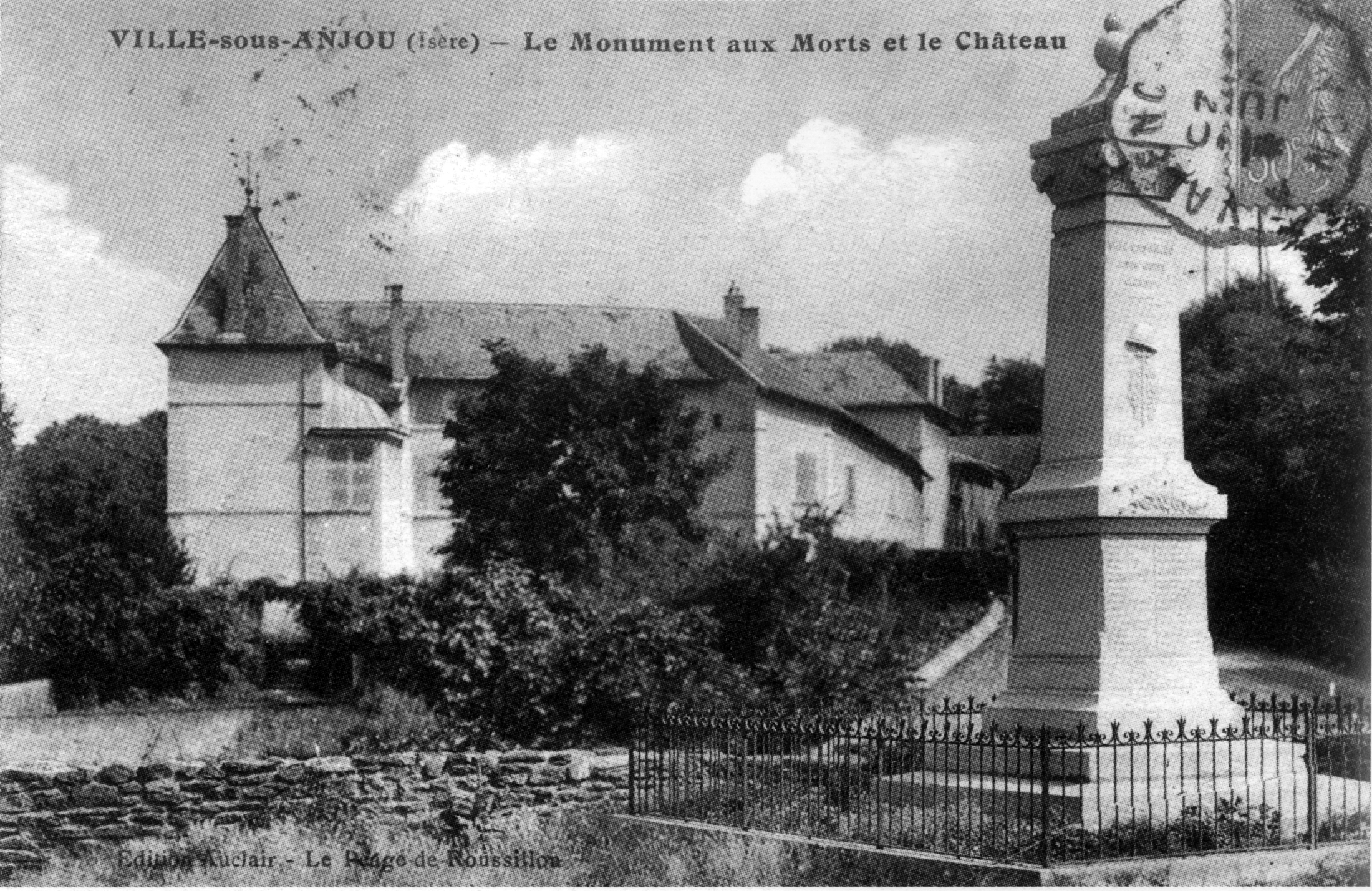
Ville-sous-Anjou, le monument aux morts et le château en 1920.

## Politique et administration

### Liste des maires
| Période                                  | Période  | Identité         | Étiquette | Qualité                     |
| ---------------------------------------- | -------- | ---------------- | --------- | --------------------------- |
| 1832                                     | 1870     | M. de Terrebasse |           |                             |
|                                          |          | Ailloud          |           |                             |
|                                          |          | Morand           |           |                             |
| 1997                                     | 2001     | Pellat           |           |                             |
| 2001                                     | 2008     | Eyraud           |           |                             |
| 2008                                     | En cours | Luc Satre        | DVD       | Professeur[réf. nécessaire] |
| Les données manquantes sont à compléter. |          |                  |           |                             |

## Population et société

### Démographie
L'évolution du nombre d'habitants est connue à travers les recensements de la population effectués dans la commune depuis 1793. Pour les communes de moins de 10 000 habitants, une enquête de recensement portant sur toute la population est réalisée tous les cinq ans, les populations de référence des années intermédiaires étant quant à elles estimées par interpolation ou extrapolation. Pour la commune, le premier recensement exhaustif entrant dans le cadre du nouveau dispositif a été réalisé en 2005.

En 2022, la commune comptait 1 179 habitants, en évolution de −1,34 % par rapport à 2016 (Isère : +3,07 %, France hors Mayotte : +2,11 %).
| 1793  | 1800 | 1806 | 1821 | 1831 | 1836 | 1841 | 1846 | 1851 |
| ----- | ---- | ---- | ---- | ---- | ---- | ---- | ---- | ---- |
| 1 026 | 829  | 787  | 885  | 955  | 824  | 861  | 915  | 969  |

| 1856 | 1861 | 1866 | 1872 | 1876 | 1881 | 1886 | 1891 | 1896 |
| ---- | ---- | ---- | ---- | ---- | ---- | ---- | ---- | ---- |
| 880  | 866  | 907  | 905  | 870  | 778  | 769  | 731  | 690  |

| 1901 | 1906 | 1911 | 1921 | 1926 | 1931 | 1936 | 1946 | 1954 |
| ---- | ---- | ---- | ---- | ---- | ---- | ---- | ---- | ---- |
| 661  | 668  | 632  | 570  | 588  | 568  | 544  | 562  | 610  |

| 1962 | 1968 | 1975 | 1982 | 1990 | 1999  | 2005  | 2006  | 2010  |
| ---- | ---- | ---- | ---- | ---- | ----- | ----- | ----- | ----- |
| 587  | 606  | 587  | 765  | 920  | 1 009 | 1 076 | 1 081 | 1 146 |

| 2015  | 2020  | 2022  | - | - | - | - | - | - |
| ----- | ----- | ----- | - | - | - | - | - | - |
| 1 203 | 1 182 | 1 179 | - | - | - | - | - | - |

### Activités locales
Un club d'éducation canine est implanté dans la commune ainsi que des clubs sportifs (Tennis et football).

### Enseignement
La commune de Ville-sous-Anjou est rattachée à l'académie de Grenoble.

### Médias
Historiquement, le quotidien à grand tirage Le Dauphiné libéré consacre, chaque jour, y compris le dimanche, dans son édition du Nord-Isère, un ou plusieurs articles à l'actualité du canton et quelquefois de la commune, ainsi que des informations sur les éventuelles manifestations locales, les travaux routiers, et autres événements divers à caractère local.

### Cultes
La communauté catholique et l'église paroissiale de Ville-sous-Anjou  (propriété de la commune) sont desservies par la paroisse Notre Dame des sources en Sanne Dolon dont la Maison paroissiale est située à Anjou, dans le diocèse de Grenoble-Vienne.

## Culture et patrimoine

### Lieux et monuments
- Le château de Terrebasse  Inscrit MH (1992)[24] ; au XVIIIe siècle, d'importants travaux sont entrepris, conférant au château sa forme actuelle. Un corps de bâtiment est construit, devenant le centre d'une composition où le vieux château des XVe – XVIe siècle constitue l'aile sud, et un nouveau bâtiment qui n'a jamais été aménagé l'aile nord. Jardin et parc sont également recomposés avec une grande terrasse et des parterres à la française. En 1789, le château est pillé puis vendu. En 1844, la toiture est refaite. En 1849, l'entrée du parc est déplacée et les deux pavillons actuels édifiés. En 1852, creusement d'une grande cave. En 1869, reconstruction des écuries, d'un garage et d'un hangar. En 1890, décoration de l'escalier principal. En 1904, enduit à la tyrolienne sur toutes les façades. À l'intérieur, l'ensemble a été repris au XIXe siècle, mais il reste des plafonds à la française et une série de boiseries du XVIIIe. Il s'agit d'une propriété privée.
- L'ancienne église du hameau de Ville  Classée MH (1927, 1937)[25] : église du XVe siècle en grande partie effondrée. Sont classés aux monuments historiques le clocher, le chœur ainsi que la façade.
- Église Saint-Denys de Ville-sous-Anjou.
- Le musée animalier[26] : ce musée est une exposition de plus de 600 animaux présentés dans leur milieu naturel et par groupes sociaux. Les vitrines sont présentées par saison, des tropiques aux pôles. En complément de la visite, la projection d'un film sur la taxidermie est proposé.
- Le monument aux morts communal : ce monument se présente sous la forme d'une colonne quadrangulaire surmonté d'un chapiteau sculpté dédié à « ses morts glorieux » de la Première guerre mondiale (une plaque a été ensuite ajouté sur le monument pour commémorer les victimes de la Seconde guerre mondiale)[27].

Quelques photos de monuments de Ville-sous-Anjou
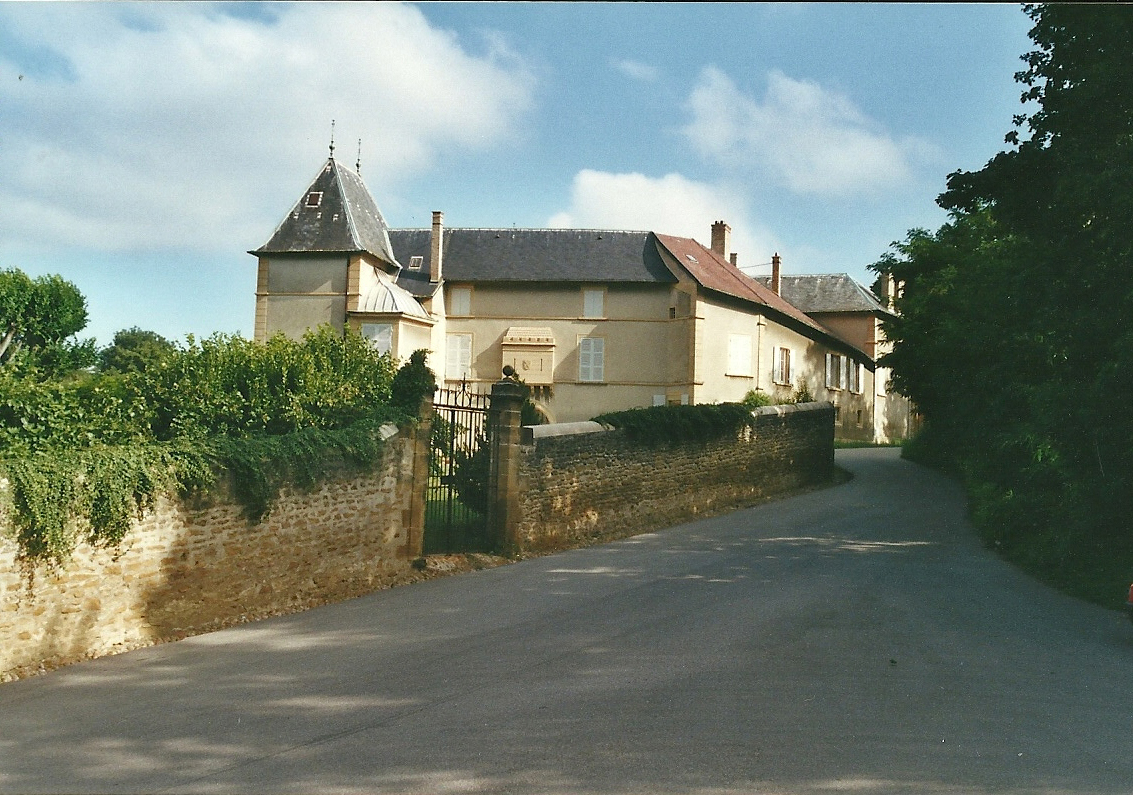
Château de Terrebasse
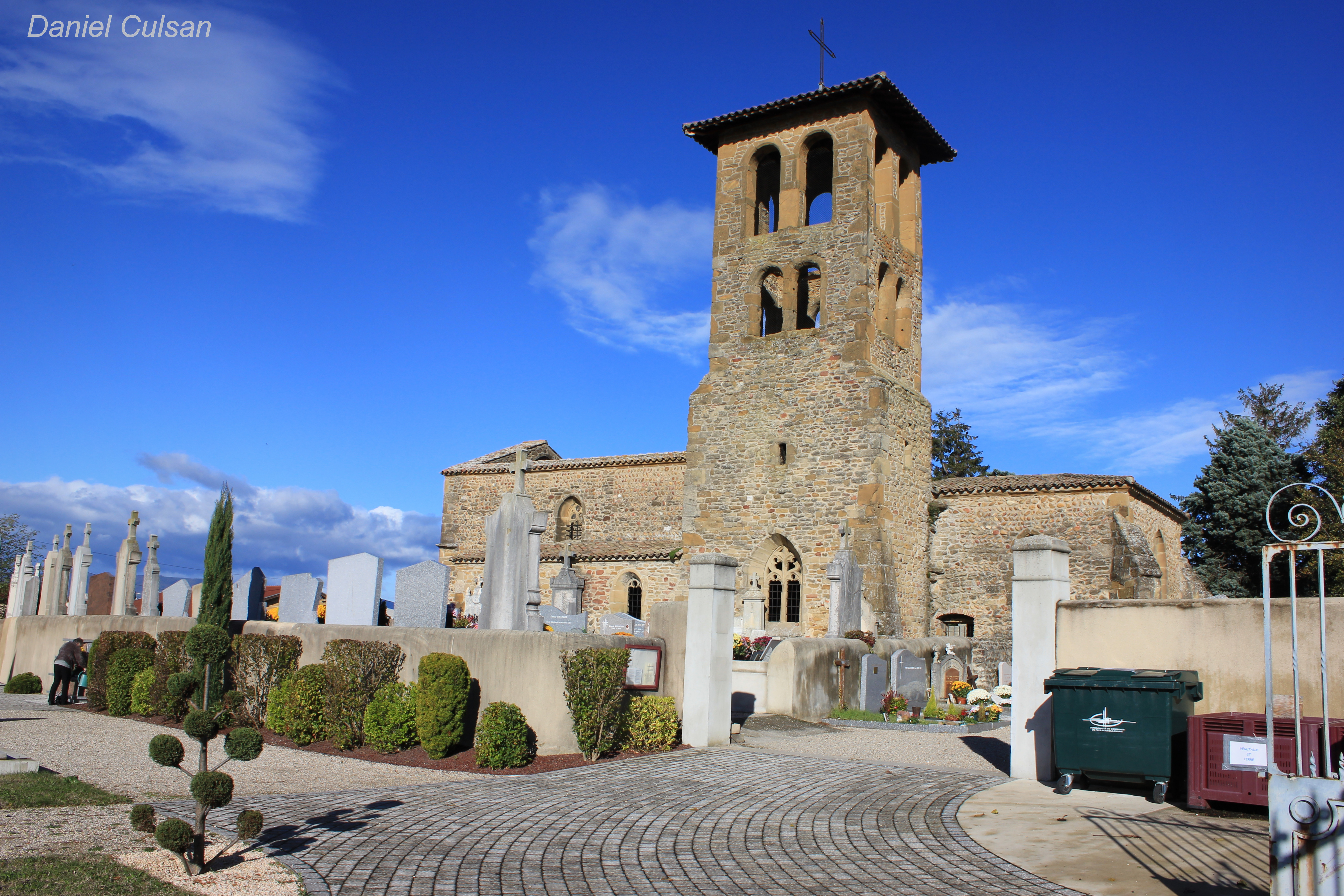
Vue sur le clocher de l'ancienne église Saint-Didier (1).
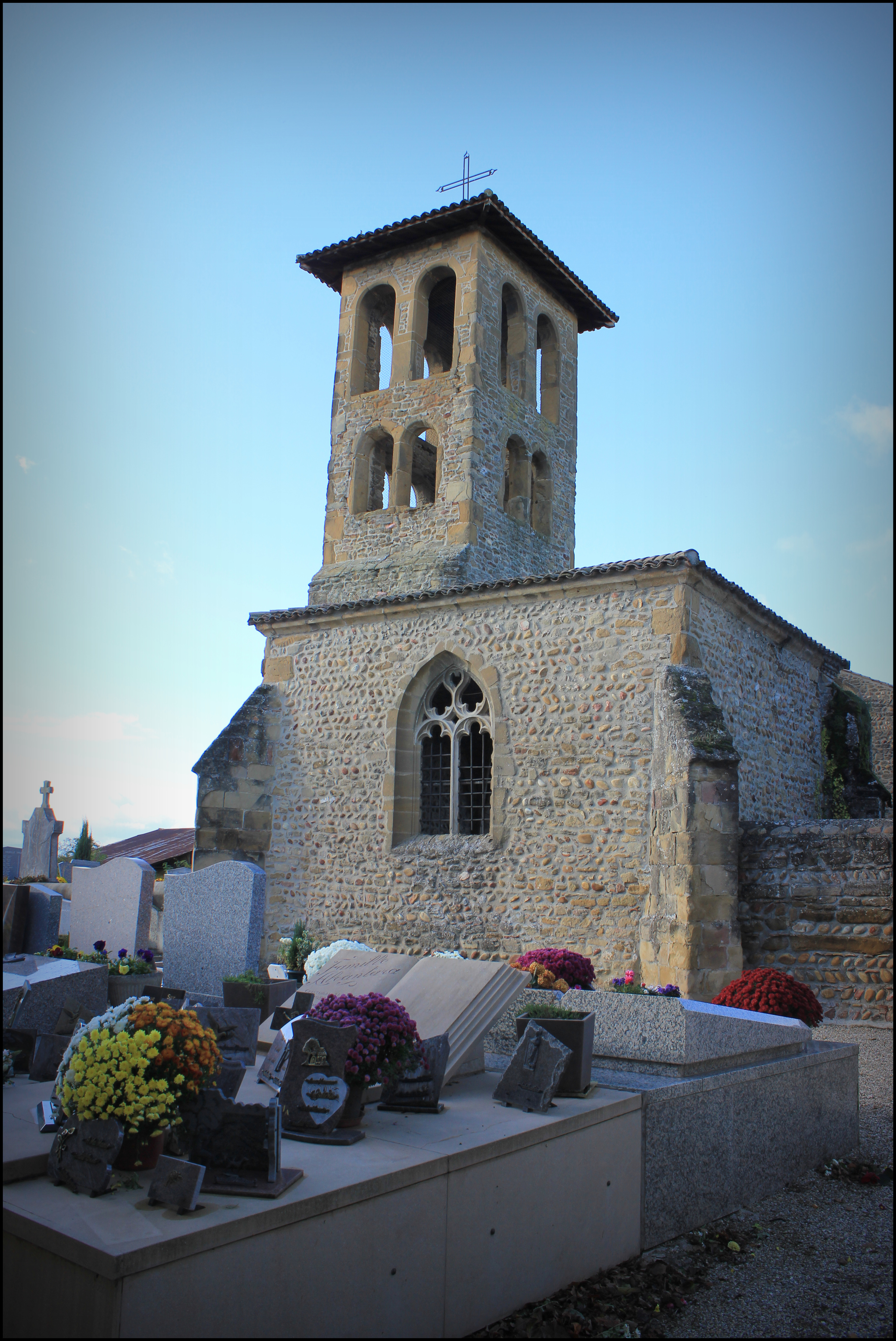
Vue sur le clocher de l'église Saint-Didier (2).
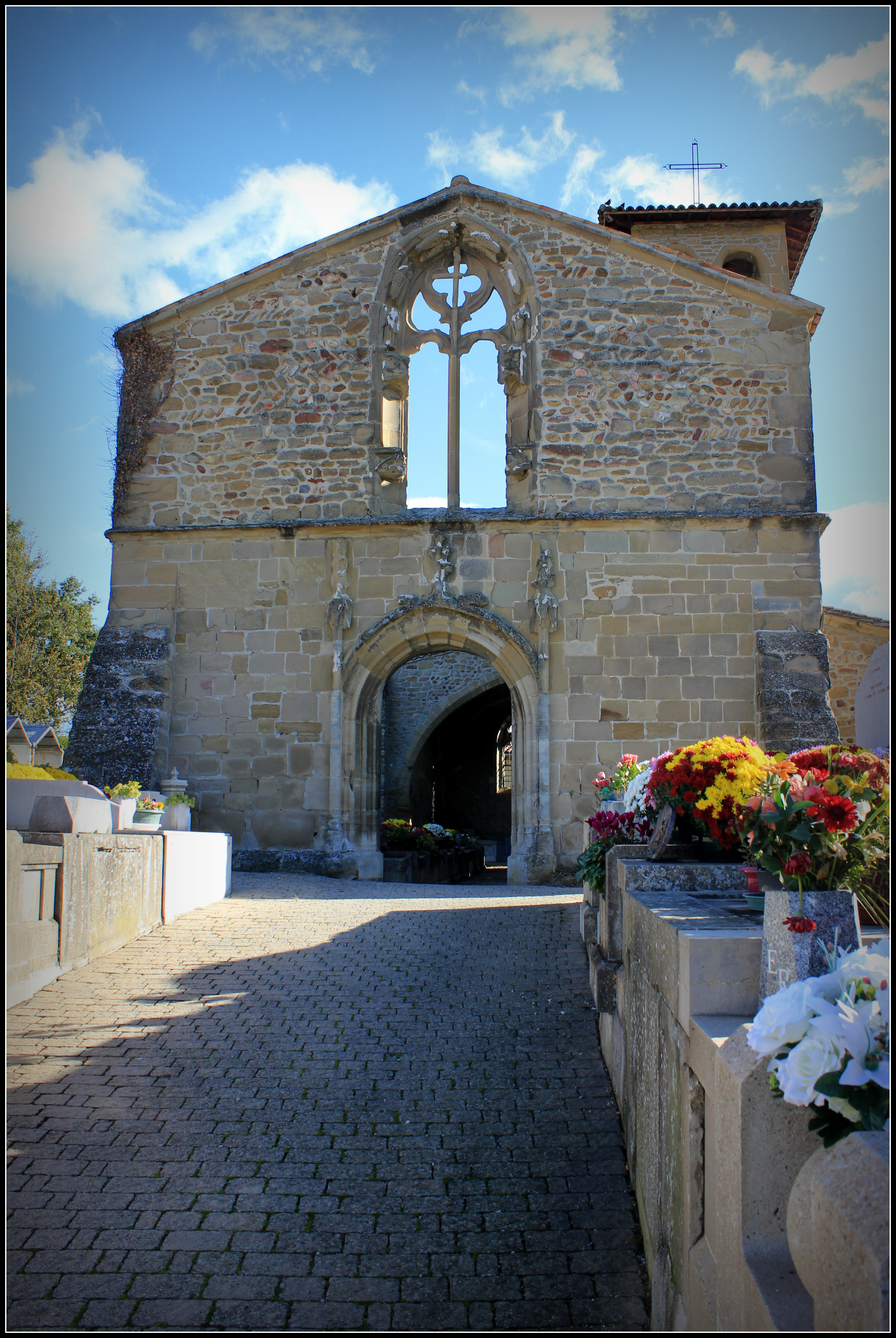
Vue sur la façade de l'église Saint-Didier,et sur le cimetière.
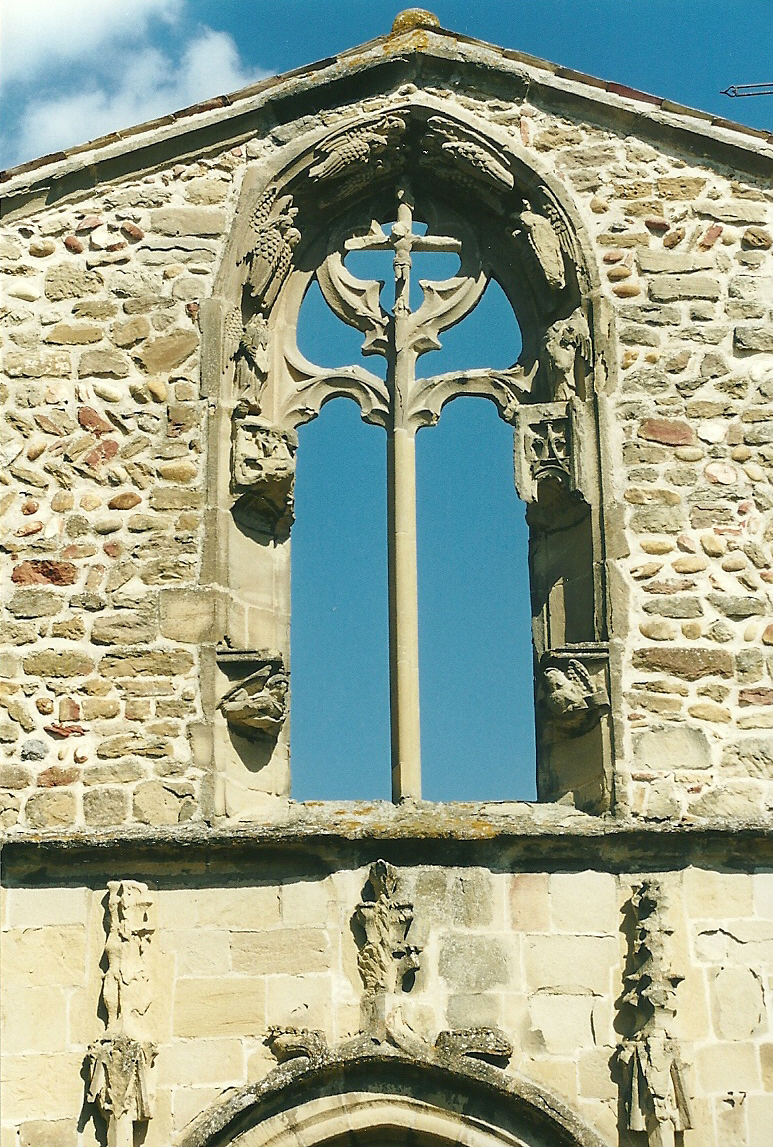
Façade de l'église Saint-Didier
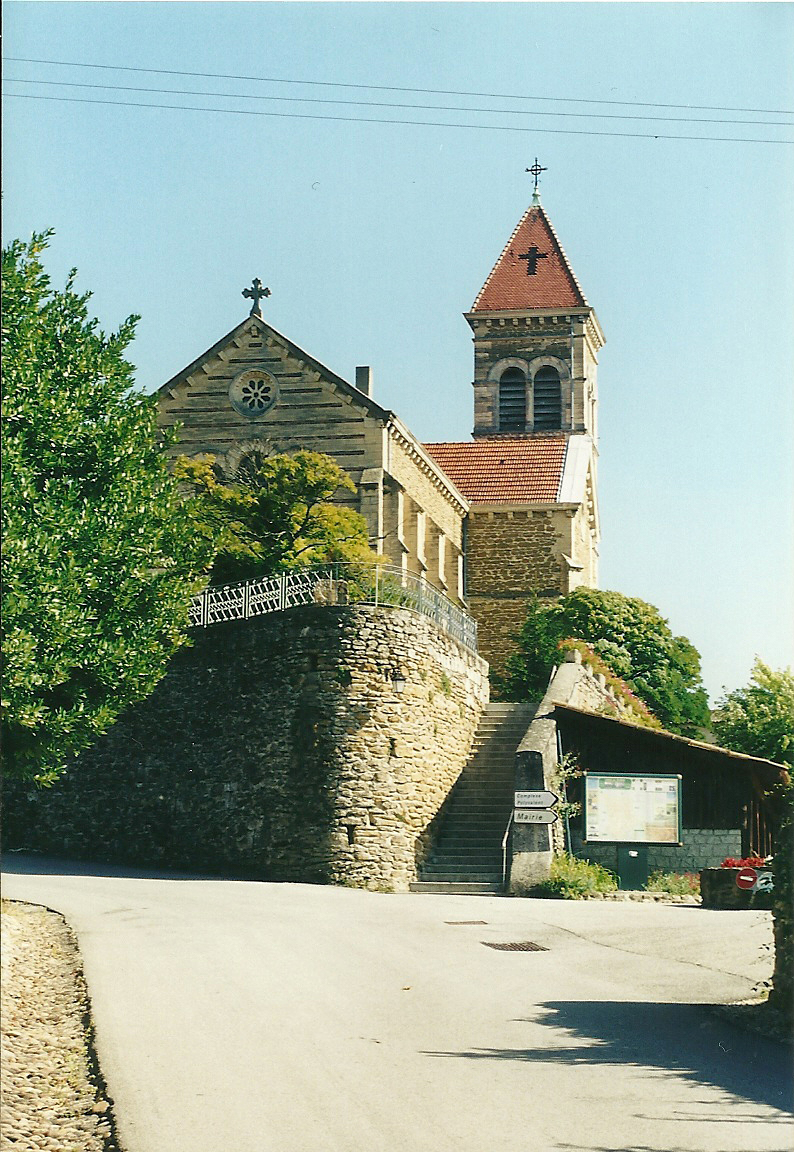
Église Saint-Denys (vue 1)
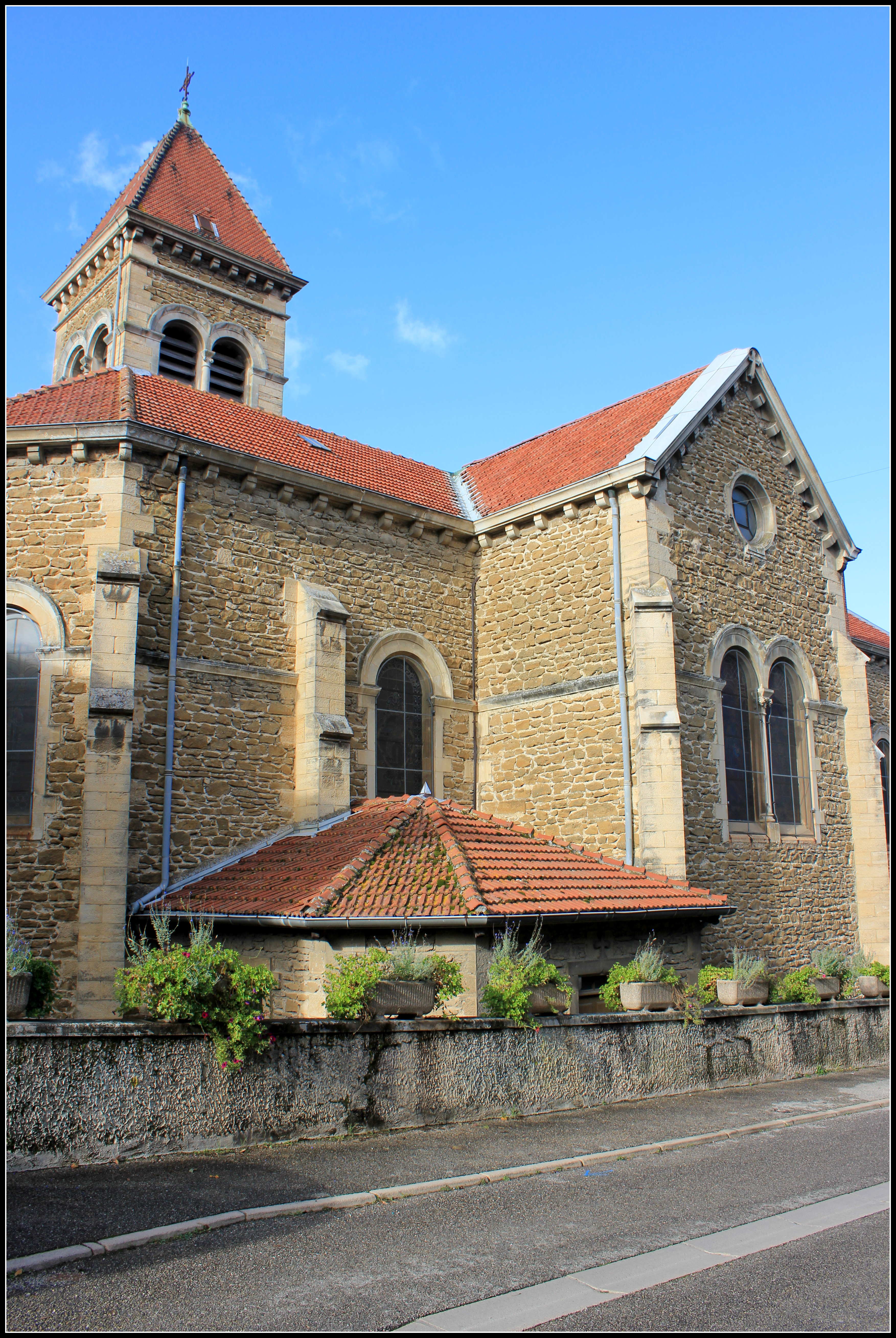
Eglise Saint-Denys (vue 2).
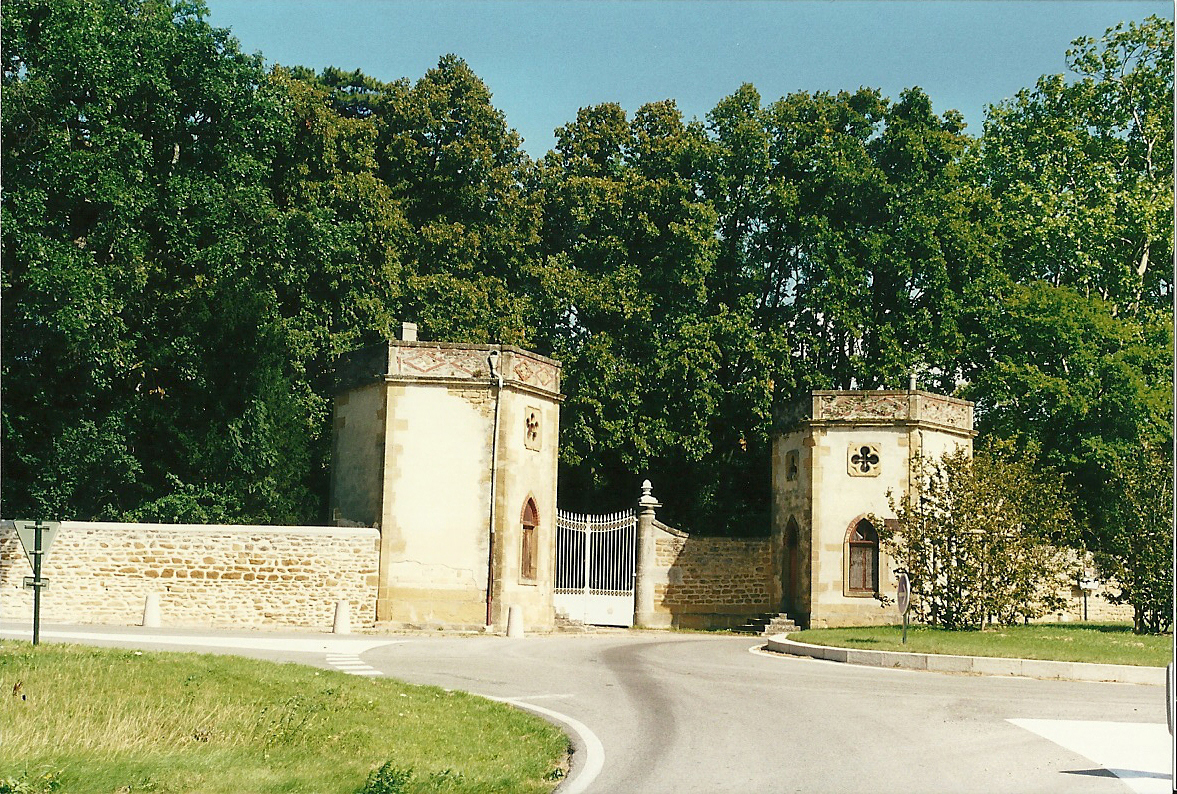
Portail d'entrée du Château de Terrebasse
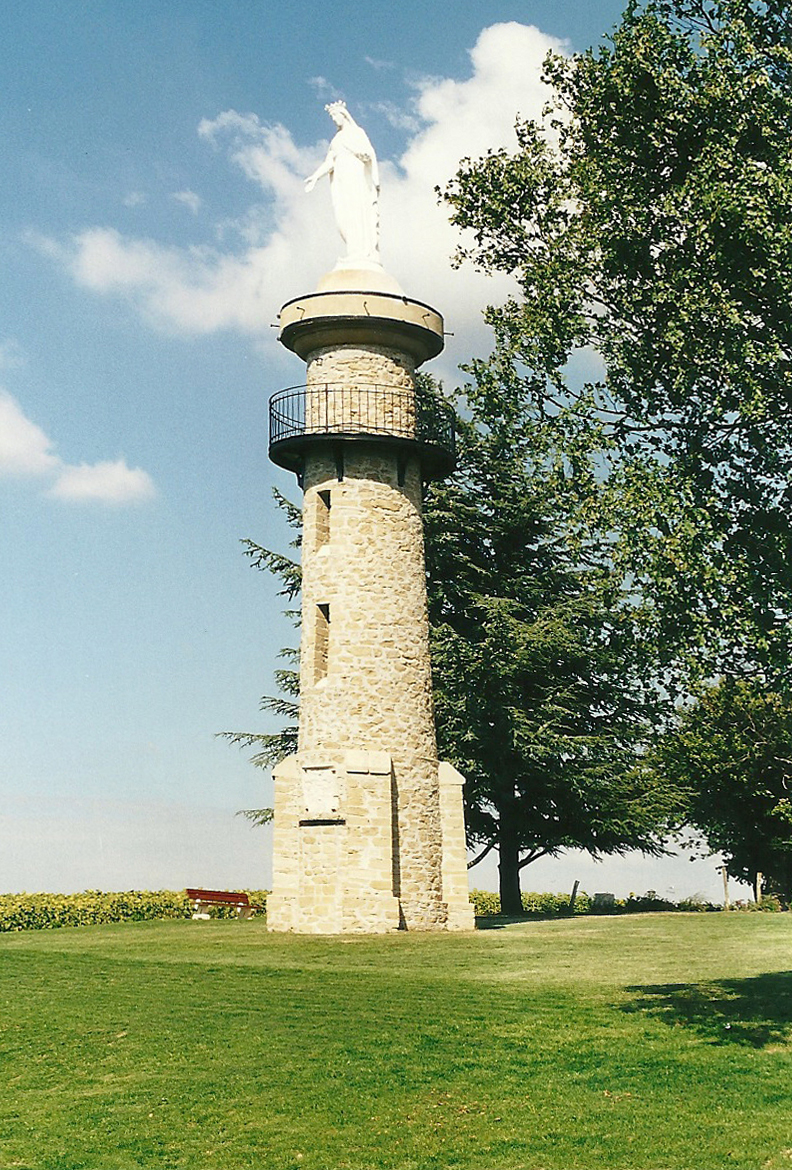
La Madone qui domine Ville-sous-Anjou

### Personnalités liées à la commune
- Joseph de Revol, né au château de Terrebasse, sera nommé évêque d'Oloron Sainte Marie en Béarn au début du XVIIIe siècle (1704). Son petit neveu, François de Revol, deviendra à son tour évêque d'Oloron en 1742.
- Alfred Jacquier de Terrebasse, historien et député de l'Isère de 1834 à 1842[28].
- Emile Romanet, un des précurseurs des allocations familiales, né à Ville-sous-Anjou en 1873.

### Héraldique
| Blason de Ville-sous-Anjou | Blason  | D'azur au portail de chapelle d'argent flanqué à senestre de son clocher du même, mantelé ployé d'argent aux deux oiseaux affrontés d'azur sur un nid d'or contenant trois oisillons aussi d'azur, à dextre, et à l'écusson d'azur à la branche feuillée d'or en pal et au chef cousu de gueules chargé d'un soleil figuré d'or mouvant de l'angle dextre du chef, à senestre, aux deux pointes ployées d'or posées en chevron brochant sur le mantelé, chargées, celle de dextre de l’inscription VILLE surmontée d'un S à plomb et celle de senestre d'un S à plomb soutenu de l'inscription ANJOU, le tout en lettres capitales bâtardes de sable ; au chef d'or chargés de deux dauphins monstrueux à tête de lion nageant affrontés d'azur barbés, lorés et peautrés de gueules. |
| Blason de Ville-sous-Anjou | Détails | Le statut officiel du blason reste à déterminer. |